# Чемпіонат СРСР з легкої атлетики в приміщенні 1986
Чемпіонат СРСР з легкої атлетики в приміщенні 1986 року був проведений 6-8 лютого в Легкоатлетично-футбольному комплексі ЦСКА імені В. П. Куца.
Окрасою чемпіонату сталі два вищих досягнення в приміщенні: світове — у стрибках з жердиною (Сергій Бубка) та європейське — в стрибках у довжину (Роберт Емміян).
Чемпіонство з легкоатлетичних багатоборств було розіграно 31 січня — 1 лютого в Запоріжжі.

## Медалісти

### Чоловіки
| Дисципліни                | Золото                          | Золото     | Срібло                   | Срібло  | Бронза                           | Бронза  |
| ------------------------- | ------------------------------- | ---------- | ------------------------ | ------- | -------------------------------- | ------- |
| 60 метрів                 | Віктор Бризгін Ворошиловград    | 6,66       | Микола Юшманов Ленінград | 6,68    | Володимир Шершень Ленінград      | 6,71    |
| 200 метрів                | Олександр Євгеньєв Ленінград    | 20,91      | Микола Разгонов Донецьк  | 21,16   | Анатолій Литвинов Липецьк        | 21,28   |
| 400 метрів                | В'ячеслав Кочерягін Даугавпілс  | 47,05      | Володимир Просін Саратов | 47,17   | Аркадій Корнілов Ленінград       | 47,66   |
| 800 метрів                | Володимир Граудинь Москва       | 1.48,85    | Вадим Лаушкін Ленінград  | 1.48,91 | Сергій Куцебо Ленінград          | 1.48,98 |
| 1500 метрів               | Павло Яковлєв Улан-Уде          | 3.42,56    | Віктор Калінкін Пенза    | 3.43,04 | Василь Матвєєв Москва            | 3.43,90 |
| 3000 метрів               | Павло Яковлєв Улан-Уде          | 7.53,40    | Геннадій Фішман Гродно   | 7.53,61 | Михайло Дасько Ленінград         | 7.54,09 |
| 60 метрів з бар'єрами     | Андрій Прокоф'єв Свердловськ    | 7,62       | Ігор Казанов Рига-Мінськ | 7,72    | Ігор Переведенцев Казань         | 7,75    |
| 2000 метрів з перешкодами | Микола Матюшенко Харків         | 5.24,49    | Маті Уусмаа Таллінн      | 5.25,45 | Андрій Уксусов Курськ            | 5.25,92 |
| Стрибки у висоту          | Валерій Середа Ленінград        | 2,31 м     | Вадим Оганян Чимкент     | 2,31 м  | Ігор Паклін Фрунзе               | 2,29 м  |
| Стрибки з жердиною        | Сергій Бубка Донецьк            | 5,92 м WIB | Родіон Гатаулін Ташкент  | 5,75 м  | Олександр Крупський Іркутськ     | 5,65 м  |
| Стрибки у довжину         | Роберт Емміян Ленінакан         | 8,34 м EIB | Костянтин Семикін Москва | 7,98 м  | Сергій Лаєвський Дніпропетровськ | 7,96 м  |
| Потрійний стрибок         | Микола Мусієнко Дніпропетровськ | 17,35 м    | Володимир Іноземцев Київ | 17,14 м | Маріс Бружикс Рига               | 17,12 м |
| Штовхання ядра            | Яніс Боярс Лимбажі              | 20,53 м    | Сергій Смирнов Ленінград | 20,37 м | Сергій Донських Ленінград        | 20,33 м |

### Жінки
| Дисципліни            | Золото                              | Золото  | Срібло                                 | Срібло  | Бронза                            | Бронза  |
| --------------------- | ----------------------------------- | ------- | -------------------------------------- | ------- | --------------------------------- | ------- |
| 60 метрів             | Ірина Слюсар Дніпропетровськ        | 7,22    | Ольга Золотарьова Москва               | 7,28    | Майя Азарашвілі Тбілісі           | 7,36    |
| 200 метрів            | Наталія Бочина Ленінград            | 23,10   | Вінета Ікаунієце Огре                  | 23,45   | Наталія Помощникова Москва        | 23,58   |
| 400 метрів            | Людмила Бєлова Москва               | 52,65   | Олена Діділенко-Корбан Московська обл. | 52,87   | Лілія Новосельцева Гродно         | 53,27   |
| 800 метрів            | Віра Чувашева Караганда             | 2.03,01 | Надія Олізаренко Одеса                 | 2.03,04 | Світлана Кітова Москва            | 2.03,16 |
| 1500 метрів           | Тетяна Самоленко-Хамітова Запоріжжя | 4.07,48 | Тетяна Петрова Москва                  | 4.07,64 | Світлана Кітова Москва            | 4.07,96 |
| 3000 метрів           | Тетяна Самоленко-Хамітова Запоріжжя | 8.44,86 | Регіна Чистякова Вільнюс               | 8.46,74 | Олена Романова-Малихіна Волгоград | 8.47,79 |
| 60 метрів з бар'єрами | Віра Акімова Москва                 | 7,94    | Надія Коршунова Харків                 | 8,11    | Наталія Григор'єва Харків         | 8,17    |
| Стрибки у висоту      | Лариса Косіцина Московська обл.     | 1,98 м  | Галина Бригадна-Жило Ашхабад           | 1,96 м  | Тамара Бикова Ростов-на-Дону      | 1,94 м  |
| Стрибки у довжину     | Олена Коконова Алма-Ата             | 7,00 м  | Олена Белевська-Мітяєва Мінськ         | 6,96 м  | Ірина Валюкевич Мінськ            | 6,75 м  |
| Штовхання ядра        | Нуну Абашидзе Одеса                 | 20,32 м | Дангуоле Бімбайте Вільнюс              | 19,26 м | Валентина Федюшина Москва         | 19,19 м |

## Чемпіонат СРСР з легкоатлетичних багатоборств в приміщенні
Чемпиони країни з легкоатлетичних багатоборств визначились 31 січня-1 лютого в межах окремого чемпіонату СРСР з багатоборств в приміщенні, проведеного в запорізькому манежі заводу «Запоріжсталь».

### Чоловіки
| Дисципліна  | Золото                | Золото    | Срібло                    | Срібло    | Бронза                    | Бронза    |
| ----------- | --------------------- | --------- | ------------------------- | --------- | ------------------------- | --------- |
| Семиборство | Сергій Желанов Москва | 5883 очки | Олександр Апайчев Бровари | 5797 очок | Євген Овсянников Алма-Ата | 5690 очок |

### Жінки
| Дисципліна   | Золото              | Золото    | Срібло                    | Срібло    | Бронза             | Бронза    |
| ------------ | ------------------- | --------- | ------------------------- | --------- | ------------------ | --------- |
| П'ятиборство | Тетяна Шпак Донецьк | 4482 очки | Наталія Шубенкова Барнаул | 4432 очки | Ірина Кушенко Київ | 4301 очко |

## Медальний залік
Нижче представлений загальний медальний залік за підсумками обох чемпіонатів.
| Місце | Команда         | Золото | Срібло | Бронза | Загалом |
| ----- | --------------- | ------ | ------ | ------ | ------- |
| 1     | УРСР            | 9      | 5      | 3      | 17      |
| 2     | РРФСР           | 4      | 4      | 6      | 14      |
| 3     | Москва          | 4      | 3      | 5      | 12      |
| 4     | Ленінград       | 3      | 3      | 5      | 11      |
| 5     | Латвійська РСР  | 2      | 1      | 1      | 4       |
| 5     | Казахська РСР   | 2      | 1      | 1      | 4       |
| 7     | Вірменська РСР  | 1      | 0      | 0      | 1       |
| 8     | Білоруська РСР  | 0      | 4      | 2      | 6       |
| 9     | Литовська РСР   | 0      | 2      | 0      | 2       |
| 10    | Узбецька РСР    | 0      | 1      | 0      | 1       |
| 10    | Туркменська РСР | 0      | 1      | 0      | 1       |
| 10    | Естонська РСР   | 0      | 1      | 0      | 1       |
| 13    | Грузинська РСР  | 0      | 0      | 1      | 1       |
| 13    | Киргизька РСР   | 0      | 0      | 1      | 1       |

## Командний залік
Починаючи з чемпіонату 1985 року, командний залік був скасований. Чемпіонати в приміщенні 1986 року носили особистий характер — командний залік офіційно не визначався.